# Chulga
Die Chulga (russisch Хулга) ist der linke, wasserreichere Quellfluss des Ljapin im Autonomen Kreis der Chanten und Mansen/Jugra in Westsibirien (Russland).

## Flusslauf
Die Chulga entsteht am Zusammenfluss der beiden 35 km langen Quellflüsse Grubeju (Грубе-Ю) von links und Chaimaju (Хайма-Ю) von rechts am Ural-Hauptkamm. Die Chulga fließt in südlicher Richtung entlang der Ostflanke des Ural-Hauptkamms. Nahe dem Dorf Saranpaul vereinigt sie sich mit der von Westen kommenden Schtschekurja zum Ljapin. Die Chulga hat eine Länge von 218 km. Im 13.100 km² großen Einzugsgebiet der Chulga befinden sich die höchsten Gipfel des Uralgebirges.
Der Nordrand des Chulga-Quellgebiets gilt als Übergangsbereich zwischen Subpolarem und Polarem Ural.